# Perilitus simulans
Perilitus simulans är en stekelart som först beskrevs av Chen och Van Achterberg 1997.  Perilitus simulans ingår i släktet Perilitus och familjen bracksteklar. Inga underarter finns listade i Catalogue of Life.